# Clitoria falcata
Clitoria falcata är en ärtväxtart som beskrevs av Jean-Baptiste de Lamarck. Clitoria falcata ingår i släktet Clitoria, och familjen ärtväxter.

## Underarter
Arten delas in i följande underarter:
- C. f. aurantiaca
- C. f. falcata
- C. f. glabrescens
- C. f. latifolia

## Bildgalleri

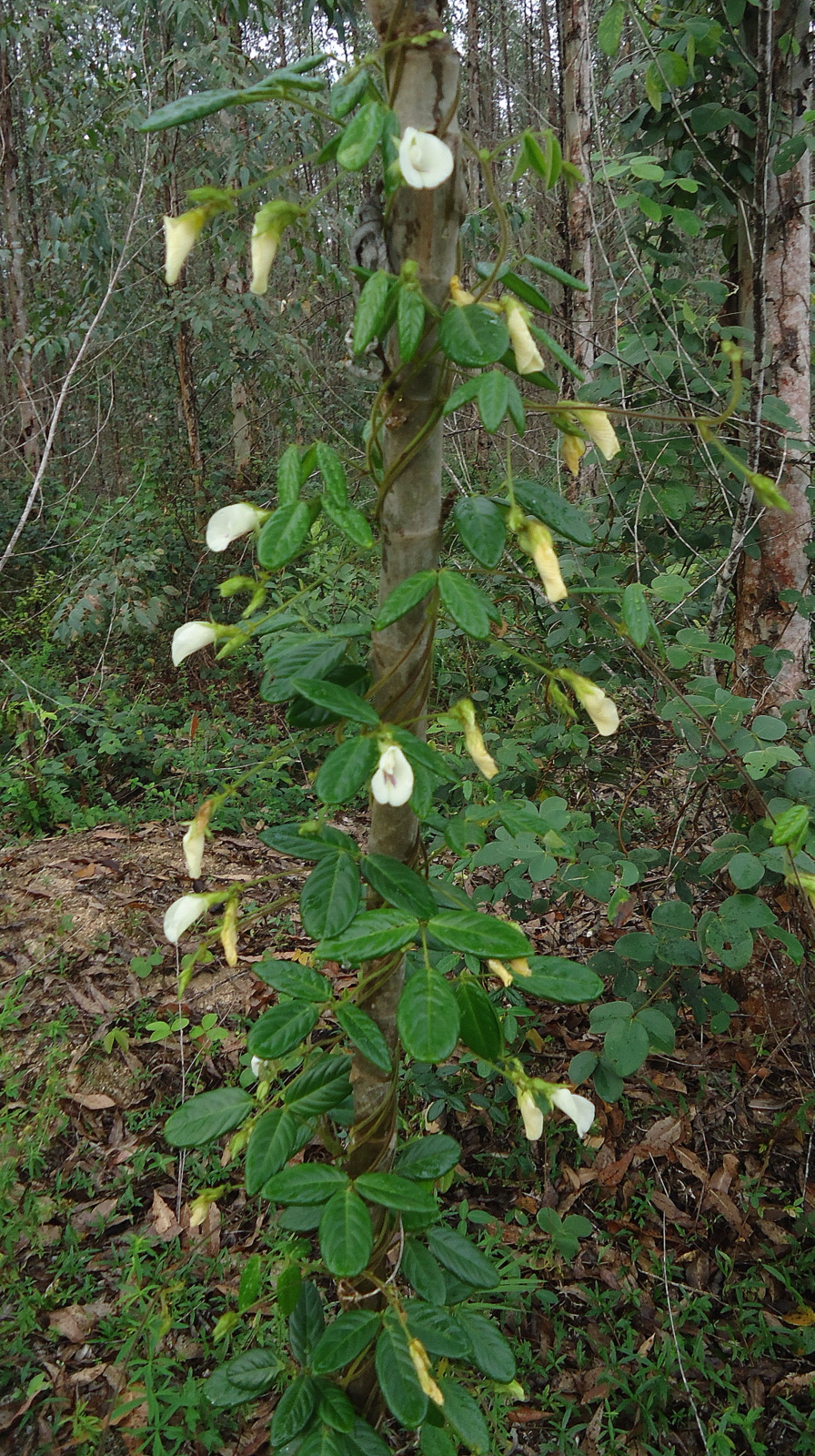
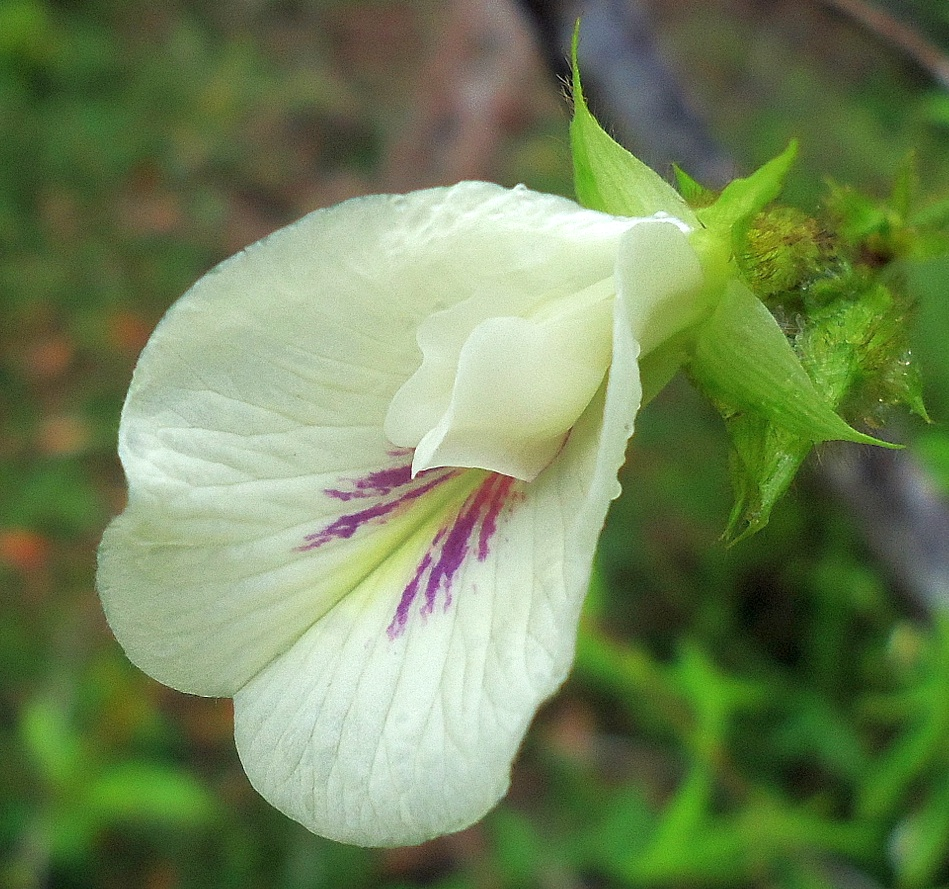
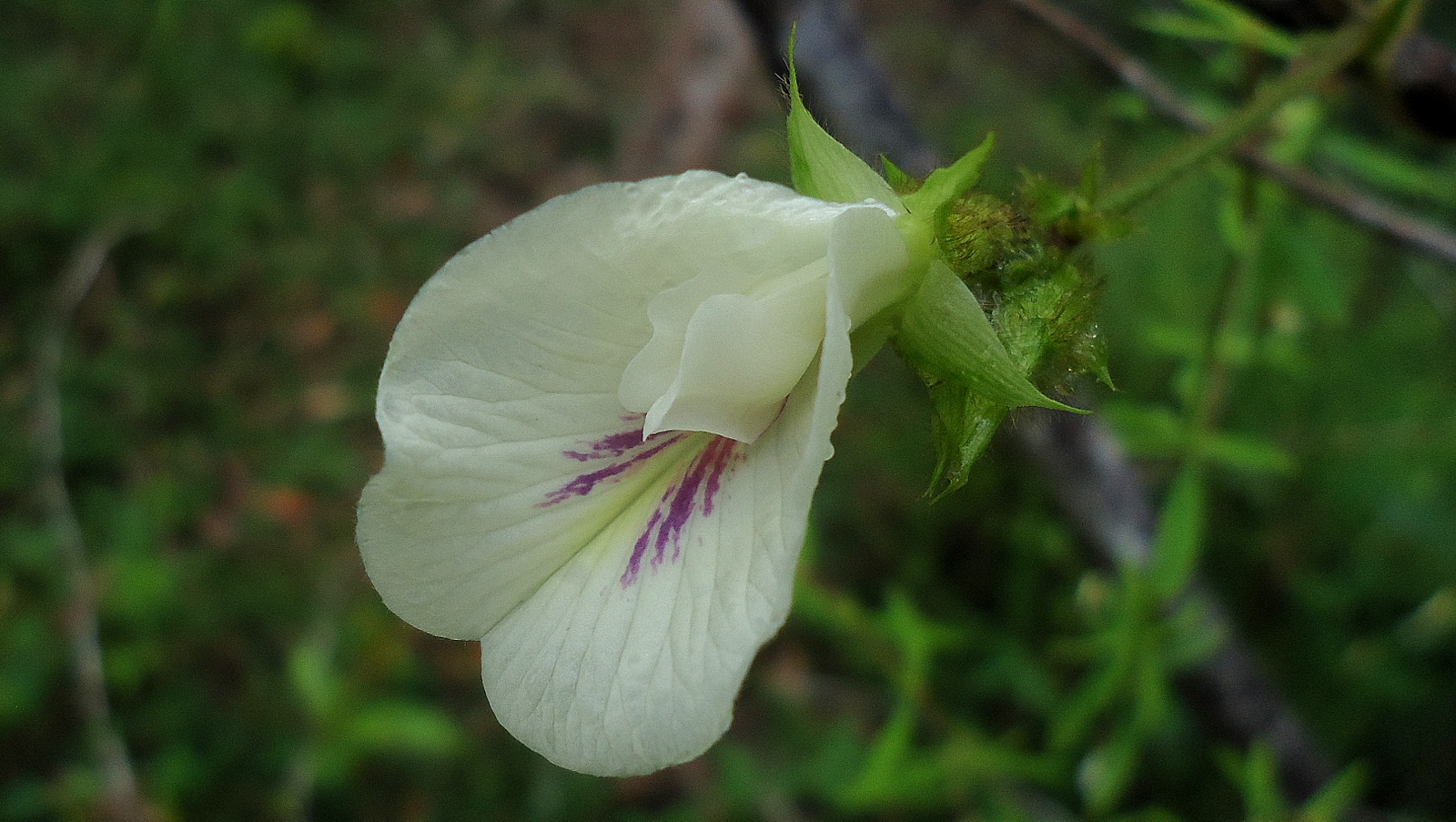
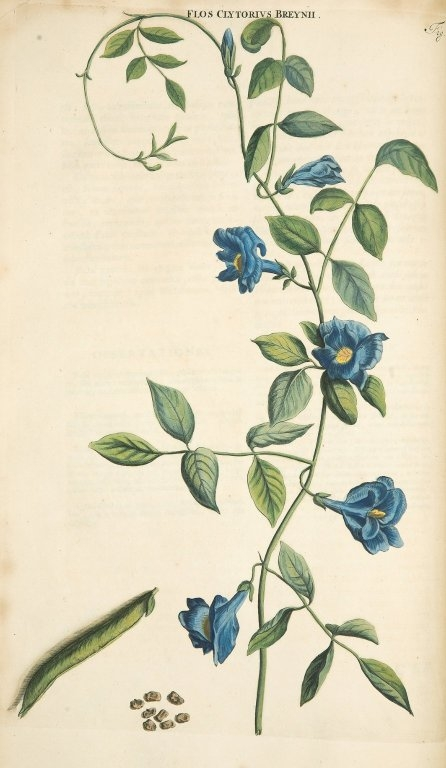